# Skip & Loafer
Skip & Loafer (jap.: スキップとローファー Skip to Loafer) ist eine Manga-Serie von Mangaka Misaki Takamatsu, die seit 2018 in Japan erscheint. Die Geschichte wurde 2023 als Anime umgesetzt und in mehrere Sprachen übersetzt. Die romantische Komödie erzählt von Freundschaft und Liebe an einer japanischen Oberschule. Im Zentrum steht Mitsumi Iwakura, die vom Land nach Tokio gezogen ist, um auf die Oberschule zu gehen.

## Inhalt
Mitsumi Iwakura (岩倉 美津未) ist in einem kleinen, ländlichen Ort in der Präfektur Ishikawa aufgewachsen. Sie hat in der Mittelschule hart gearbeitet, um auf eine Oberschule in Tokio gehen zu können. Dort will sie später auf eine Universität gehen und Beamtin werden. Da sie in ihrer Heimat erlebt, wie die Entvölkerung auf dem Land zu einem immer größeren Problem wird, will sie ihr Berufsleben einer Lösung dafür widmen. Nun verabschiedet sich von ihren Freunden und der Familie und zieht zu ihrer Tante Nao in Tokio. Mitsumi nimmt sich vor, eine perfekte Schülerin zu werden und so ihre weitere Laufbahn vorzubereiten. An der Mittelschule war sie als Musterschülerin bekannt und jetzt will sie sich beispielsweise als Klassensprecherin engagieren. Doch vom ersten Tag an läuft auch einiges schief, weil sie von der neuen Umgebung überfordert ist. Der Umgang mit ihren Mitschülern fällt ihr schwer, da sie in ihrer Heimat immer nur mit den gleichen wenigen Menschen zu tun hatte, die sie gut kennt. So fehlt es ihr noch an Menschenkenntnis. Zu Familie und den alten Freunden hält sie auch immer noch intensiv Kontakt.
Dennoch gewinnt Mitsumi schnell neue Freunde. Der gutaussehende und beliebte Sōsuke Shima (志摩 聡介) hilft ihr bereits am ersten Tag und ist auch danach oft in ihrer Nähe. Mika Egashira (江頭 ミカ) sucht zunächst vor allem wegen Shima die Freundschaft zu Mitsumi. Sie ist, wie viele Schülerinnen, an Shima interessiert und will so an ihn herankommen. Auch wenn sie Mitsumi erst ausnutzen will, lernt sie später die Freundschaft zu ihr zu schätzen. Das gutaussehende Gyaru Yuzuki Murashige (村重 結月) hat Egashira schnell durchschaut und warnt Iwakura vor ihr. Sie erkennt Iwakuras Probleme im Umgang mit ihren Mitschülern und greift ihr unter die Arme. Über Mitsumis Engagement für die Schülervertretung – zusammen mit Shima wird sie auch zur Klassensprecherin bestimmt – kommt auch die ruhige Makoto Kurume (久留米 誠) in den Freundeskreis. Der zurückhaltende Bücherwurm ist zunächst von Murashige abgeschreckt, doch merkt sie nach einiger Zeit, dass sie nicht wie andere Mädchen ist, die früher über Kurume hergezogen haben. Während ihr Freundeskreis wächst, erfährt Mitsumi von ihrer Kindheitsfreundin Fumi, dass die sich das erste Mal verliebt hat. Kaum ist dieser Gedanke in ihrem Kopf, merkt sie, dass auch ihre Gefühle für Shima über Freundschaft hinausgehen.
Bei ihrem Engagement in der Schülervertretung lernt Mitsumi die ältere Mitschülerin Tokiko Takamine kennen. Sie ist sehr organisiert und wird zum Vorbild für Mitsumi. Zugleich motiviert sie Takamine, sich auch mal eine Auszeit zu nehmen. In den Sommerferien kann Mitsumi Shima bei gemeinsamen Unternehmungen näher kommen. Und sie fährt nach Hause, wo sie ihre Freunde und Familie endlich wiedersieht. Nach dem Sommerferien stehen die Vorbereitungen für das Schulfest an, in die Mitsumi in der Schülervertretung voll eingebunden ist. Und ihre Klasse beschließt, ein Musical aufzuführen. Auch Shima wird als Schauspieler engagiert, obwohl er eigentlich lieber abgelehnt hätte. Als Kind hat er – seiner Mutter zuliebe – bei einer Fernsehserie mitgespielt. Später hatte eine damalige Freundin wegen ihm Ärger bekommen und Gerüchte gingen um, weswegen er diese Vergangenheit nun niemandem erzählt und noch immer ein schwieriges Verhältnis zu den Freunden von damals hat. Das Theaterstück beim Fest macht ihm, auch dank Mitsumis Motivation, dennoch Spaß. Auch die Freundin von damals, die nun modelt, besucht ihn. Sie macht Shima immer noch Vorwürfe und gönnt ihm keine Freude an der Schule. Er aber will, angespornt von Mitsumis Unterstützung, die Vergangenheit hinter sich lassen, aber bei Bedarf seiner alten Freundin auch zukünftig beiseite stehen.

## Veröffentlichung
Die Serie erscheint seit August 2018 im Magazin Afternoon beim Verlag Kodansha. Dieser bringt die Kapitel auch gesammelt in bisher zehn Bänden heraus. 2020 wurde die Serie für den Manga-Taisho-Preis nominiert sowie erstmals für den Kōdansha-Manga-Preis. Für diesen folgten weitere Nominierungen 2022 und 2023, in letzteren dann auch die Auszeichnung in der Kategorie Manga Allgemein.
Eine deutsche Fassung erscheint seit April 2023 bei Altraverse in bisher zehn Bänden (Stand: Oktober 2024). Die Übersetzung stammt von Anemone Bauer. Auf Englisch wird der Manga von Seven Seas Entertainment herausgegeben, auf Spanisch von Milky Way Ediciones und auf Italienisch von J-Pop.

## Animeserie
Bei Studio P.A. Works entstand unter der Regie von Kotomi Deai eine Umsetzung der Geschichte als Anime für das japanische Fernsehen. Deai schrieb auch das Drehbuch, das Charakterdesign entwarf Manami Umeshita und die künstlerische Leitung lag bei e-caesar. Die Tonarbeiten leitete Haru Yamada und für die Kameraführung war Kazuto Izumita verantwortlich.
Der Anime wurde erstmals im November 2021 angekündigt. Die je 23 Minuten langen Folgen werden seit dem 4. April 2023 von den Sendern AT-X, Tokyo MX, HAB, BS Asahi und Kansai TV in Japan ausgestrahlt. Parallel dazu findet die internationale Veröffentlichung per Streaming über die Online-Plattform Crunchyroll statt. Diese bietet neben Untertiteln in vielen Sprachen, darunter Deutsch und Englisch, auch Synchronfassungen in Spanisch und Portugiesisch an.

### Synchronisation
| Rolle            | Japanische Stimme (Seiyū) |
| ---------------- | ------------------------- |
| Mitsumi Iwakura  | Tomoyo Kurosawa           |
| Sōsuke Shima     | Akinori Egoshi            |
| Mika Egashira    | Yuka Terasaki             |
| Yuzuki Murashige | Maaya Uchida              |
| Makoto Kurume    | Megumi Han                |
| Tsukasa Mukai    | Hikaru Tanaka             |
| Tokiko Takamine  | Minami Tsuda              |

### Musik
Die Musik der Serie komponierte Takatsugu Wakabayashi. Der Vorspann ist unterlegt mit dem Lied Mellow, gesungen von Keina Suda und komponiert von Shingo Kubota, Ko Hirota und Keina Suda. Das Abspannlied ist Hanauta to Mawarimichi (ハナウタとまわり道), gesungen von Rikako Aida und komponiert von Hayato Tanaka, Masaki Fujie und Sumiyo Mutsumi.